# Gastropholis tropidopholis
Gastropholis tropidopholis — вид ящірок родини ящіркових (Lacertidae). Ендемік Демократичної Республіки Конго.

## Поширення і екологія
Gastropholis tropidopholis мешкають в регіоні Ітурі на північному сході Демократичній Республіці Конго. Вони живуть у вологих рівнинних тропічних лісах.